# 발다

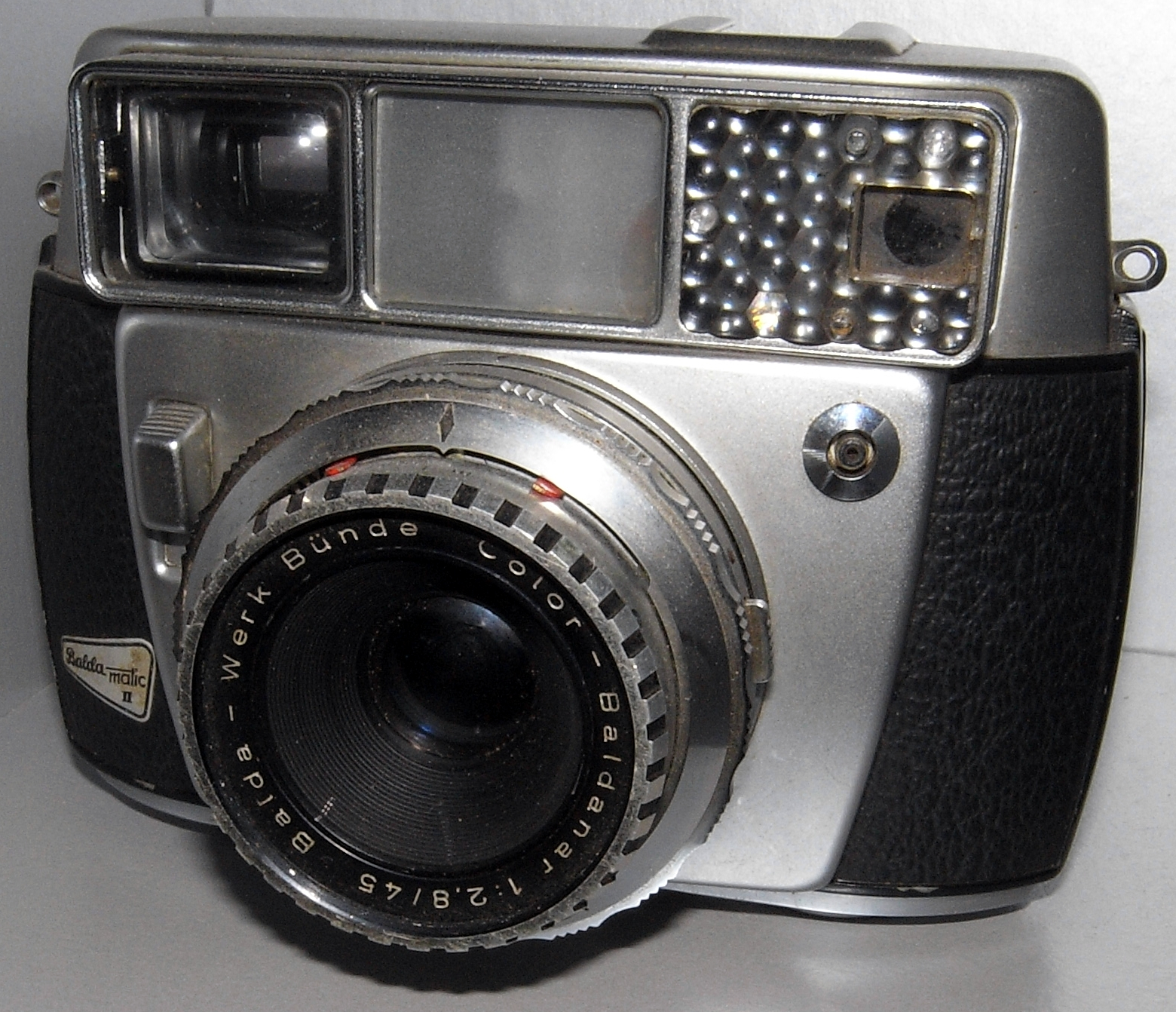
발다 1959-1960년산 마티크 2

발다(Balda)는 독일 드레스덴의 사진기 제조회사였다. 1908년에 설립되었으며 1913년에 회사이름은 발다-베르크 막스 발데웨그가 되었다.
제2차 세계 대전 이전에는 웰타나 체르토와 비교할 수 있는 중급 가격의 제품을 만들었지만 일반적으로 두 카메라보다 싼 가격으로 팔았다. 발다의 목표는 다른 회사의 브랜드로 그들의 제품을 파는 것이었는데 오늘날의 주문자 상표 부착 방식과 같은 방식이었다. 이러한 전략의 일부로서 발다 카메라는 저가격대의 마이어스나 루드위그스, 고가격대의 슈나이너 제나스나 제논스, 자이스 테사르스나 비오타르 등 많은 범위의 랜즈에 적합하였다.
전쟁 이후에 발다는 1946년 동독에서 국유화되었다. 이에 발다의 창업자 막스 발데웨그는 서독으로 망명했고 발다-베르크 분데라는 회사를 개업했다. 동독 공장은 오브스 셔터를 만들었고 이 제품은 서독 콤퓨르 셔터의 모든 기능을 가졌다. 클루도르나 베부르 셔터는 오브스로부터 파생되었다.
1950년 자이스 이콘은 셔터 생산을 인수했다. 상표 소송 이후에 동독 회사는 1951년 벨카-베르크로 변경됐다. 한동안 이회사는 작은 35mm 벨티카와 같은 폴터 카메라를 생산했으나 1956년에 VEB 카메라-베르크 니에데르세드리츠에 흡수되었다. 막스 발데웨그는 서독 분데에 발다라 불리는 새 회사를 설립했다. 이 회사는 35mm와 중형 롤 필름 카메라를 생산했고, 이 제품들의 일부는 하포 브랜드 아래 포르스트에 의해 팔렸다. 발다는 나중에 126 및 110 필름 카트리지 포맷을 위한 카메라를 생산했다.